# Agno (Golf von Lingayen)
Der Agno ist ein 205 km langer Fluss im Norden der philippinischen Insel Luzon.
Er entspringt in der Provinz Benguet, etwa 10 km nördlich von Kabayan. Das Quellgebiet liegt am Mt. Data in den Philippinischen Kordilleren in einer Höhe von 2090 m. Nur wenige Kilometer nördlich entspringen auch die Flüsse Chico und Abra.
Der Agno fließt von Beginn an in Richtung Süden. Er ist der fünftlängste Fluss der Philippinen und der drittlängste Fluss der Insel Luzon. Der Agno besitzt ein Einzugsgebiet von ca. 5952 km². Nach 17 km erreicht er den Ambuklao-See. In der Nähe von Urdaneta fängt er an Richtung Südwesten zu fließen und ändert dann nach weiteren Kilometern seinen Verlauf ganz nach Westen. Sein wichtigster Nebenfluss ist der Tarlac, der am Pinatubo in den Zambales-Bergen seine Quelle hat. Erst ab Aguilar fließt er nach Norden und mündet einige Kilometer später in den Golf von Lingayen bei der gleichnamigen Stadtgemeinde Lingayen.
Der Agno wird bei San Manuel und San Nicolas in der San-Roque-Talsperre aufgestaut.